# Henri Bedimo
Henri Bedimo (Duala, 4 de junho de 1984), é um ex-futebolista camaronês que atuava como lateral-esquerdo. Seu último clube foi o Olympique de Marseille.

## Títulos

### Montpellier
- Ligue 1: 2011–12